# Streblotrichum obtusifolium
Streblotrichum obtusifolium là một loài Rêu trong họ Pottiaceae. Loài này được (Hilp.) P.C. Chen miêu tả khoa học đầu tiên năm 1941.